# Alzina de Sant Lleïr
L'Alzina de Sant Lleïr (Quercus ilex subsp. ballota) és un arbre d'aspecte general impressionant que es troba a La Pedra (La Coma i la Pedra, el Solsonès), el qual és una de les carrasques més grans i velles de la Catalunya Central.

## Dades descriptives
- Perímetre del tronc a 1,30 m: 5,85 m.
- Perímetre de la base del tronc: 5,19 m.
- Alçada: 17,40 m.
- Amplada de la capçada: 18,23 m.
- Altitud sobre el nivell del mar: 967 m.[1]

## Entorn
Es troba sota l'ermita de Sant Lleïr, voltada de prats de pastura i de retalls de roureda de roure martinenc, amb un sotabosc format sobretot per boix, fenàs i marxívol. A prop de l'alzina hi ha un altre arbre remarcable: el Roure de Sant Lleïr, el qual fa 4,58 m de volta de canó a 1,30 m. A una certa distància, entre el rierol de la Pedra i el rierol de Prat Forniu, hi ha el Roure de Cal Calar, que supera els 6 metres de volta de canó. Hi ha un cau actiu de guineu a la mateixa soca de l'alzina i, a més, s'hi observa el tallarol de casquet, el pinsà, el pica-soques blau, la cadernera, la rata cellarda i el ratolí de bosc. El pica-soques blau té com una mena de "taller" per obrir les glans a l'escorça del vell Roure de Sant Lleïr.

## Aspecte general
Està envellida i rabassuda. Presenta certs nivells de sequera foliar i de brancatge (segurament per mancances nutricionals). També té una important activitat de xilòfags, que sembla progressiva. Amb això, no sembla patir una regressió ràpida, però sí lenta (tot i que les carrasques, com les oliveres, poden mantindre una aparença desfavorable durant centenars d'anys).

## Accés
Si prenem la carretera que va de Berga a Sant Llorenç de Morunys (BV-4241), aproximadament al punt quilomètric 29, on hi ha la fàbrica Knauf, hi ha un trencall que duu a La Casa Vella, però abans ens trobem l'ermita de Sant Lleïr: allà podrem gaudir d'aquest arbre singular. GPS 31T 0385117 4666930.